# カーチス・ルメイ
カーチス・エマーソン・ルメイ（英語: Curtis Emerson LeMay、カーティス・ルメイまたはカーチス・E・ルメイ、1906年11月15日 - 1990年10月1日）は、アメリカ合衆国の陸軍軍人、空軍軍人。最終階級は空軍大将。
第二次世界大戦中は第20空軍隷下の第21爆撃集団司令官に赴任し、東京大空襲を指揮。1957年7月から1965年2月まで第5代空軍参謀総長を務め、在任中はキューバ危機の間にキューバのミサイルサイトの爆撃を呼びかけ、ベトナム戦争の間に持続的な北ベトナム爆撃キャンペーンを求めた。

## 経歴
1906年11月15日にオハイオ州コロンバスにて、放浪者の父と教師の母の間に6人兄弟の長男として誕生した。父親の先祖はフランス人である。オハイオ州立大学在学中に陸軍の予備役将校訓練課程（ROTC）を修了し、その後は大学を中退して国境警備隊に入る。
1929年10月12日に陸軍航空軍予備役で少尉を拝命し、1930年2月1日に正規任官された。ミシガン州セルフリッジフィールドの第27戦闘飛行隊に着任し、1935年3月12日に中尉となり、1937年8月に爆撃機に転科するまでは戦闘機パイロットとして任務に就いた。1938年3月に南アメリカへ向かうB-17型機初の編隊飛行に参加した。1940年1月26日に大尉、1941年3月21日に少佐に昇進する。

### 第二次世界大戦

#### ヨーロッパ戦線
1941年12月の真珠湾攻撃の後にアメリカが第二次世界大戦へ参戦すると、1942年1月23日に中佐になり、ルメイは南大西洋・アフリカ・北大西洋・イギリスへの空路を開いた。6月17日に大佐に昇進する。10月に第305爆撃隊を組織・訓練し、ヨーロッパで戦闘する部隊を指導した。ヨーロッパの作戦でB-17の爆撃隊によるフォーメーションや爆撃技術を改良する。これらの基本的な手順や技術は後に太平洋で活躍するB-29にも適用された。1942年9月から1943年5月までイギリスにおいて第8爆撃軍団傘下で陸軍航空軍大佐として同隊の指揮を執り、のちに第4爆撃航空団を率い、1943年9月に同航空団が第3航空師団に再編成されたときにはドイツのレーゲンスブルク爆撃の功績により9月28日に准将に昇進し、その最初の司令となって1944年3月3日には少将に昇進した。
ドイツ本土への爆撃に赴く搭乗員に対し「君が爆弾を投下し、そのことで何かの思いに責め苛まれたとしよう。そんなときはきっと、何トンもの瓦礫がベッドに眠る子供の上に崩れてきたとか、身体中を炎に包まれ『ママ、ママ』と泣き叫ぶ3歳の少女の悲しい視線を、一瞬思い浮かべてしまっているに違いない。正気を保ち、国家が君に希望する任務を全うしたいのなら、そんなものは忘れることだ」と言い聞かせたこともある。
「鉄のロバ」（頑固者）と呼ばれ、訓練が実戦で生死を分けると信じており、作戦と作戦の間に部下を徹底的にしごき、寡黙で鬼のように厳しかったが、部下からは絶大な信頼を寄せられていた。
統計学などを駆使して効率的な爆撃作戦の研究をしたハーバード大学のロバート・マクナマラ助教授は、第二次世界大戦時の爆撃任務における高い任務中止率に関する報告書に「指揮官の一人にカーティス・ルメイというB-24部隊を指揮する大佐がいた。彼は私が戦中に出会った者の中で最も優れた戦闘指揮官だった。 しかしルメイは異常に好戦的で、多くの人が残忍だとさえ思った。ルメイは爆撃機の空爆任務の中断率に関する調査で、高い中止率の原因は隊員が撃墜を恐れてこじつけの理由で任務放棄しているに過ぎないと結論づけたマクナマラの報告書を受けた後、命令を出した。『これから全ての任務において自分が先陣の爆撃機に搭乗する。今後は出撃した全ての爆撃機が攻撃目標まで到達する。これを成し遂げないものは全員軍法会議にかけ処分する』。任務中止率は瞬く間に低下した。彼はそういう類の指揮官だった。」と記している。

#### 対日戦

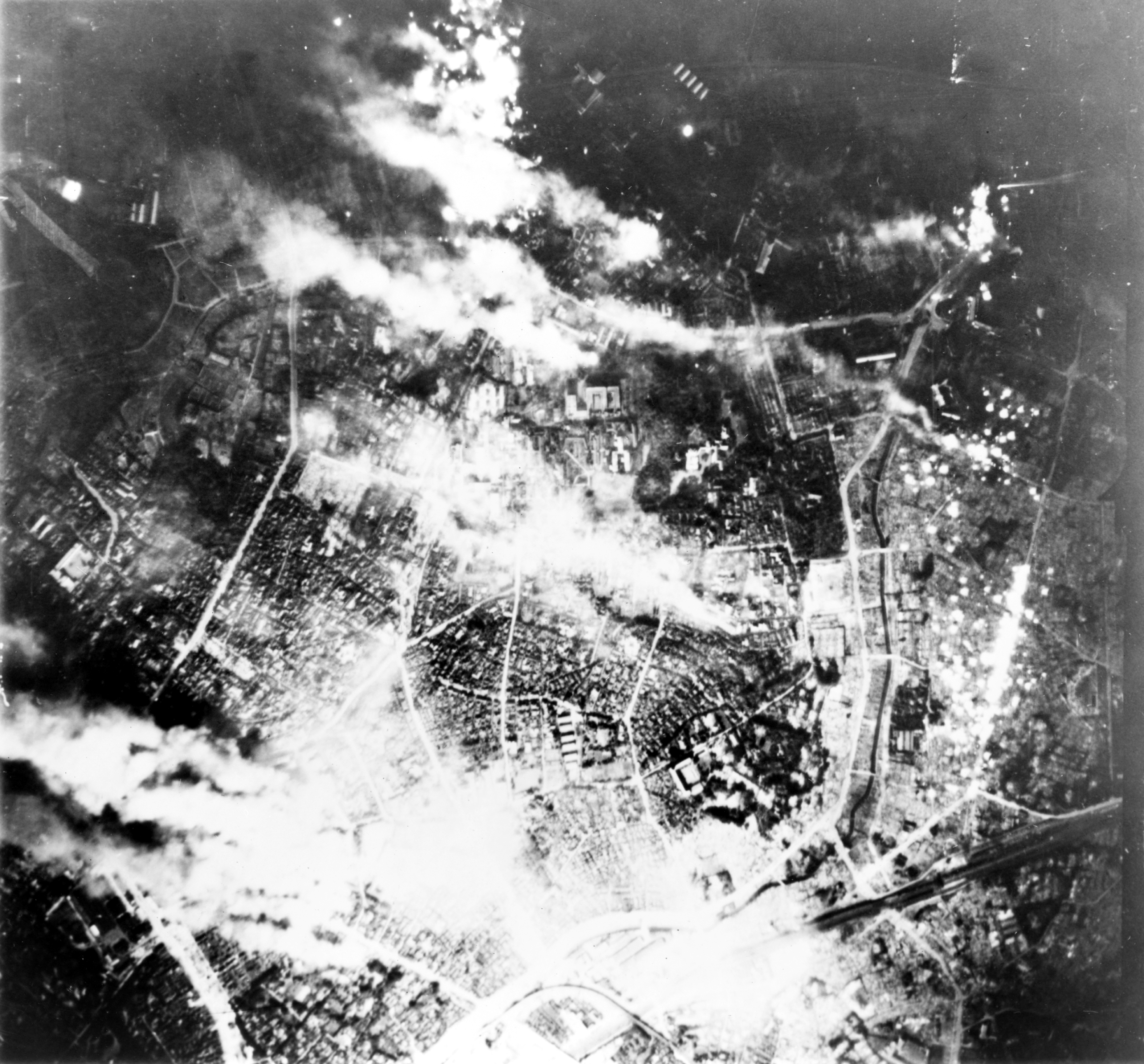
空襲を受ける東京市街（1945年5月25日）

1944年にルメイはポール・ティベッツたちからB-29の操縦法を学んだ課程の終わりに「この飛行機で戦争に勝てるぞ」と予言している。
1944年8月20日にイギリス領インド帝国のカラグプルに司令部を置く第20爆撃集団司令官に赴任し、同じ連合国のイギリスや中華民国と共同で行う対日作戦として、中華民国の成都に設けられた基地からの八幡製鉄所爆撃に携わった。ルメイは中国北部を実効支配していた毛沢東と交渉し、物資と引き換えに中国北部に気象観測所を設置させて定期的に情報提供させた。この情報は中国からの爆撃で役に立ち、ルメイは後にマリアナに移ってからも毛沢東から情報を得ていた。蔣介石の実効支配する中国南部と同じようなB-29の飛行場の建設も毛沢東はルメイに提案していた。
ルメイは精密爆撃の技術改良に力を入れ飛行機工場を目標にした昼間精密爆撃で成果を上げていった。1944年10月25日に大村第21海軍航空廠を目視で爆撃させその大半を破壊した。第21爆撃集団司令ヘイウッド・ハンセルがよくて14パーセントの精度だったのに対し、ルメイは41パーセントを目標300メートル以内の高精度で投下している。またルメイはハンセルと違い兵站上の難問にも対処しなければならなかったが、空襲成果を上回って全く言い訳をせず、延期も無く問題を解決していった。
第20空軍隷下の第21爆撃集団司令官に赴任した。アメリカ陸軍航空軍司令官ヘンリー・アーノルドはルメイが中国から行った高い精度の精密爆撃の腕を買い、1944年11月13日の時点でルメイの異動を検討していた。1944年12月9日、ルメイに対して「B-29ならどんな飛行機も成し遂げられなかったすばらしい爆撃を遂行できると思っていたがあなたこそそれを実証できる人間だ」と手紙を送った。アーノルドは中国からの爆撃をやめさせてルメイをマリアナに合流させると、1945年1月20日にルメイを司令官に任命した。
3月10日に東京大空襲を指揮し、ルメイの独創性は進入高度の変更にあった。従来は高度8500メートルから9500メートルの昼間爆撃を行っていたが、高度1500メートルから3000メートルに変更した。理由はまず、ジェット気流により機体が進まなかったり正確に狙っても爆弾が流されたりする影響を避けることにより、エンジン負荷軽減で燃料を節約し多くの爆弾を積載できる爆撃の命中精度が上げられるなどの効果が期待できる。また、低空であれば雲の影響をあまり受けずに地上を視認できるため、作戦計画への天候の影響の減衰・命中精度の上昇・目標地区への着弾密度の上昇が期待できる。しかし低空では敵の迎撃機・対空砲があるため夜間爆撃にした。また機銃・弾薬・機銃手をB-29から取り除き一機当たり爆弾を200キロ増やせるようにした。また飛行法を低空単直列にし先頭の投下誘導機の着弾火炎から後続機が目標地点を把握しやすいようにした。ルメイの変更に乗員は恐怖したが、結果的にB-29の損害は軽微であった。誘導機を務めたトム・パワー参謀長は「まるで大草原の野火のように燃え広がっている。地上砲火は散発的。戦闘機の反撃なし」と実況報告した。3時間で、日本は死者行方不明含め10万人以上、被災者100万人以上、約6平方マイル内で25万戸の家屋が焼失した。一方、ルメイの部隊は325機中14機を損失した。
ルメイが東京の空襲に成功すると、3月10日にアーノルドは「おめでとう。この任務で君の部下はどんなことでもやってのける度胸があることを証明した」とメッセージを送る。またルメイに「空軍は太平洋戦争に主要な貢献をなしうる機会を手にした」と賛辞を送った。戦後のルメイは「我々は東京を焼いたとき、たくさんの女・子供を殺していることを知っていた。やらなければならなかったのだ。我々の所業の道徳性について憂慮することは（中略）ふざけるな」と語った。
焦土作戦は東京・大阪・名古屋などの大都市を焼き払った後は、富山市・郡山市などの地方の中小都市も対象となった。これらの空襲は日本国民を震え上がらせ、日本側から「鬼畜ルメイ」「皆殺しのルメイ」と渾名された。
戦後のルメイは日本爆撃に道徳的な考慮は影響したかと質問され、「当時日本人を殺すことについて大して悩みはしなかった。私が頭を悩ませていたのは戦争を終わらせることだった」「もし戦争に敗れていたら私は戦争犯罪人として裁かれていただろう。幸運なことに我々は勝者になった」「答えは“イエス”だ。軍人は誰でも自分の行為の道徳的側面を多少は考えるものだ。だが、戦争は全て道徳に反するものなのだ」と答えた。また自著で「焼夷弾空襲での民間人の死傷者を思うと、私は幸せな気分にはなれなかったが、とりわけ心配していた訳でも無かった。私の決心を何ら鈍らせなかったのは、フィリピンなどで捕虜になったアメリカ人―民間人と軍人の両方―を、日本人がどんなふうに扱ったのか知っていたからだ」と述べている。
日本本土爆撃に関して、ルメイは人道に反することを知りつつも戦争における必要性を優先し、現場で効果的な戦術を考案し実行した責任がある。しかし爆撃はアーノルドに命じられた任務であり、ルメイの役割が誇大に語られる傾向がある。ルメイの就任でB-29の攻撃法が夜間中心に変わったが、都市爆撃の枠組みは統合参謀本部の決定・焼夷弾攻撃の準備・東京や名古屋でのハンセルによる無差別爆撃の試行など、ルメイの就任前から進められていた。
1945年5月に原爆投下部隊である第509混成部隊が準備を終えて、ルメイの部隊に移動してきた。ルメイは投下部隊の要望を最優先事項として便宜を図るように命令されていた。当時のルメイは空襲に絶対的な自信を持っていたため、日本への原子爆弾投下が必要とは考えていなかった。指揮官のポール・ティベッツ大佐が立案した原爆投下命令書草案をもとに、8月2日にティベッツらはルメイ司令部で細目の決定を行った。ルメイは「京都は大した軍事的目標ではない。神社みたいなものがいっぱいあるだけだ。それに普通の市民を爆撃してみたって何の役にも立ちはしない。（中略）引き合わんよ」と京都市への投下には反対した。一方で多くの軍隊と軍需工場がある広島市には賛成した。その後ルメイはティベッツが作成した草案をほぼそのまま命令書第13号としてティベッツに渡した。
1945年8月15日に終戦となり、9月20日に記者会見でルメイは「戦争はソ連の参戦が無くても、原爆が無くても2週間以内に終わっていたでしょう。原爆投下は戦争終結とは何ら関係ありません。」と答えている。しかし晩年の1988年には著書で「原爆を使用せずに戦争を終わらせることができたとしても、私は原爆投下は賢明な決定だったと思います。何故なら原爆投下が降伏交渉を早めたのです。」と語り、原爆投下は上陸作戦前に日本を降伏させ、百万のアメリカ兵の命を救った（＝ダウンフォール作戦を決行せずに済んだ）というアメリカ政府の公式説明を支持している。終戦後、ルメイは北海道からシカゴまでノンストップ記録でB-29を操縦して帰国した。戦争が終わったため1946年6月22日に准将に降格している。

### 冷戦
戦後は航空資材軍団司令本部に着任し、国防総省で初代の研究開発航空副参謀長を務める。爆撃機開発の責任者としてヴァルキリー計画を指揮し、当時の主力機であるボーイングB-52爆撃機や、世界初の超音速爆撃機であるコンベアB-58爆撃機の後継機となる超音速爆撃機の開発を指揮する。
1947年9月18日、陸軍航空軍は正式に独立し、アメリカ空軍が設立された。10月にドイツのヴィースバーデンにあるアメリカ軍航空ヨーロッパ本部（現在の在ヨーロッパアメリカ空軍）の指揮官を拝命する。ベルリン封鎖に対抗する空中架橋作戦に従事し、1948年1月26日に中将に昇進する。この後、帰国して2月19日に空軍に籍を変えて少将に任じられると、新設される戦略空軍を想定し、ネブラスカ州オファット空軍基地本部を設立する。
1948年10月から1957年6月まで戦略航空軍団司令を務めた。1950年6月の朝鮮戦争においてアメリカ空軍は大きな役割を果たした。ルメイは「我々は朝鮮の北でも南でも全ての都市を炎上させた。我々は100万以上の民間人を殺し数百万人以上を家から追い払った」と語った。1951年10月29日に大将に昇進した。
1957年7月に空軍副参謀長となり、同年11月11日にKC-135による無給油連続飛行世界記録樹立を指揮し、年度優秀パイロットに贈られるハーモン・トロフィーを受賞している。1961年7月に空軍参謀総長となり、1965年2月に空軍を退役するまで務めた。
1960年から本格化したベトナム戦争では空軍参謀総長の任にあり、「（北）ベトナムを石器時代に戻してやる」と豪語して北爆を推進した。リンドン・B・ジョンソン政権下で1965年2月7日から北爆が開始された。
1962年10月のキューバ危機の勃発時にルメイら空軍首脳部は圧倒的な兵力でソ連を屈服させることが可能であると確信し、キューバ空爆をケネディ大統領に提案したが却下された。ソ連はキューバ危機の時点で既にキューバに核ミサイル数十基を配備済みであり、この提案は第三次世界大戦を招きかねないものであった。

## 勲章の授与
1964年に全米航空協会よりコリアー・トロフィーを受賞。同年12月7日には日本に返還されたばかりの入間基地（旧ジョンソン基地）で、勲一等旭日大綬章を浦茂航空幕僚長から授与された。理由は日本の航空自衛隊育成に協力があったためである。12月4日の第1次佐藤内閣の閣議で決定された。叙勲は浦がルメイを航空自衛隊創立10周年式典に招待したことを発端とした防衛庁の調査・審査に基づく国際慣例による佐藤内閣の決定であることが明かされている。推薦は小泉純也防衛庁長官と椎名悦三郎外務大臣の連名で行われ、防衛庁から佐藤栄作首相・賞勲局へ叙勲が適当であるという説明があった。勲一等旭日章という種類の選定は大将という階級から慣例に基づいたものである。
後年に『NHK特集 東京大空襲』（1978年3月9日 初回放送）でのNHKの取材で戦争責任についての問いにルメイはその勲章を見せた。

### 昭和天皇の親授拒否
勲一等の授与は天皇が直接手渡す「親授」が通例であるが、昭和天皇はこれを行わなかった。そのため、ルメイは国璽が捺印された勲記を受け取っていない。

### 授与への批判
ルメイが東京大空襲や原爆投下を行った部隊の指揮官だったことから授与に対して批判も大きく、現在でも「勲章は返還するべきである」と唱える者もいる。当時は日本社会党・原水爆禁止団体・被爆者などから国民感情として納得できないという声が上がった。
国会でも叙勲に対して疑問視する声があった。東京大空襲や原爆から叙勲は不適切ではないかという質問に佐藤は「今はアメリカと友好関係にあり、功績があるならば過去は過去として功に報いるのが当然、大国の民とはいつまでもとらわれず今後の関係、功績を考えて処置していくべきもの。」と答え、小泉は「功績と戦時の事情は別個に考えるもの。防衛庁の調査でも当時ルメイは原爆投下の直接部隊の責任者ではなく、原爆投下はトルーマン大統領が直接指揮したものである。」と説明しており、佐藤もそれらを理由に決定を変える意思は無いと表明した。
ルメイは12月7日に防衛庁で小泉を訪問予定であったが、当日は三輪良雄事務次官が代理で面会している。

## 晩年
1965年2月に退役し、1968年にベトナム戦争の推進と人種差別的政策を掲げた大統領候補で、アラバマ州のジョージ・ウォレス前州知事と共に独立党の副大統領候補として出馬するが落選した。
1970年12月14日にテニアン島の福祉・生活向上への優れた功績でテニアン島民から表彰状を受賞した。イギリスのチャーチル首相からもらった空軍十字章 (イギリス)が自慢だった。
1990年10月1日にカリフォルニア州マーチ空軍基地にて、83歳で死去した。

## 家族
1934年6月にヘレン・メイトランドと結婚し、1人の子女が誕生した。